# قضیه انتقال توان بیشینه
در مهندسی برق، قضیه انتقال توان بیشینه یا انتقال توان ماکزیمم (به انگلیسی: Maximum power transfer) بیان می‌کند که، برای به دست آوردن حداکثر توان خروجی از یک منبع دارای مقاومت داخلی معین، باید مقاومت بار با مقاومت داخلی منبع برابر باشد. این قضیه برای اولین بار توسط مورتیس فان ژاکوبی در سال ۱۸۴۰ بیان شد.
قضیه انتقال توان بیشینه منجر به بیشینه شدن انتقال توان می‌گردد، نه بازده. حال آن که، در صورتی بازده بیشتر می‌شود که مقاومت بار بسیار بزرگتر از مقاومت منبع باشد، زیرا بخش بیشتری از توان منبع به بار منتقل می‌شود. اما باید توجه داشت اندازه توان بار کاهش می‌یابد زیرا مقاومت کل افزایش میابد و درنتیجه جریان خروجی از منبع ولتاژ کم می‌شود.
از سوی دیگر اگر کل توان تلف شده در مقاومت بار و مقاومت منبع را در نظر بگیریم بیشترین توان وقتی است که مقاومت بار صفر باشد زیرا در این صورت جریان خروجی از منبع بیشینه می‌گردد. در واقع در این حالت کل توان در داخل منبع تلف می‌شود.
قضیه انتقال توان بیشینه بیان می‌دارد که چگونه مقاومت بار را با دانستن مقاومت منبع انتخاب بکنیم تا بتوانیم حداکثر توان را از منبع بکشیم. نباید این قضیه را به صورت معکوس به کار برد یعنی با دانستن مقاومت بار مقاومت منبع را طوری تنظیم کنیم که با مقاومت بار یکی شود. در واقع بیشترین توان از یک منبع وقتی قابل حصول است که مقاومت منبع صفر باشد فارغ از اینکه مقاومت بار چه مقدار باشد.

## انتقال توان بیشینه در مدار الکتریکی

مدل ساده شده برای تغذیه بار با مقاومت R_{L} توسط منبع با ولتاژ V_{S} و مقاومت R_{S}.

در مدار شکل مقابل RS مقاومت درونی منبع ولتاژ است و RL مقاومت سیستم گیرنده توان است. در صورتی که RL=RS باشد. حداکثر انرژی و توان بدون اتلاف از منبع به خروجی منتقل می‌شود.

منحنی قرمزتوان در بار را نشان می دهد که نسبت به حداکثر ممکن نرمال شده است. منحنی آبی تیره η بازدهی را نشان می دهد.

## فرمول توان بیشینه
{\displaystyle P_{max}={\frac {V_{th}2}{4R_{L}}}}
که در این‌جا:

Vth: ولتاژ تونن از دید بار RL است